# European Travel Commission
European Travel Commission (ETC) (svensk översättning: Europeiska resekommissionen), är en paraplyorganisation för 35 nationella och två belgiska turistorganisationers verksamhet i Europa, inriktad på att främja den europeiska turistnäringen. ETC representerar Europa i Världsturismorganisationen i FN.

## Organisation
ETC grundades 1948 och är baserad i Bryssel i Belgien. Den bildades delvis som ett resultat av ökad medvetenhet om turismens betydelse efter Första och Andra världskriget. Europeiska och amerikanska intressen samverkade, bland annat med finansiella medel genom Marshallplanen under den amerikanske presidenten Dwight D. Eisenhowers försorg. Under grundandet blev den svenske direktören Birger Nordholm en nyckelperson.
Huvuduppgifterna har sedan dess varit inriktade mot turistnäringen i Europa från andra kontinenter, framförallt i USA, Kanada, Latinamerika, Kina, Japan och Australien.
Budgeten för ETC var ca 1,5 miljoner euro under år 2009. 

### Ansvariga personer
Ordförande i ETC var den 11 juni 2010 Hedorfer, verkställande direktör för German National Tourist Board (DZT). Verkställande direktör är sedan 1 juli 2010 belgen Raf de Bruyn.

### Medlemmar
Medlemmar i ETC är:
1. Belgien; Flandern (Toerisme Vlaanderen)
2. Belgien; Vallonien och Bryssel (Office de Promotion du Tourisme Wallonie - Bruxelles)
3. Bulgarien (statligt organ för turism)
4. Cypern (Cyprus Tourism Organisation, CTO)
5. Danmark (Visit Denmark)
6. Estland (Enterprise Estonia)
7. Finland (finska)
8. Frankrike (Maison de la France)
9. Grekland (GNTO)
10. Irland (Fáilte Irland)
11. Irland (Tourism Ireland)
12. Island (Visit Iceland)
13. Italien (Ente Nazionale Turismo, ENIT)
14. Kroatien (Hrvatska Tursticka, HTZ)
15. Lettland (Latvian Tourism Development Agency)
16. Litauen (Ministry of Tourism)
17. Luxemburg (Office National du Tourisme, ONT)
18. Malta (Malta Tourism Authority)
19. Monaco (Direction du Tourisme et des Congrès)
20. Montenegro (National Tourism Organization)
21. Nederländerna (Nederlands Bureau voor Toerisme & Kongresser, NBTC)
22. Norge (Innovation Norway)
23. Österrike (Österrike reklam)
24. Polen (Polska Organizacja Turystyczna, POT)
25. Portugal (Turismo de Portugal)
26. Rumänien (Ministry of Tourism)
27. San Marino (Ministry of Tourism)
28. Serbien (Tourism Organisation Serbien, TOS)
29. Sverige (Visit Sweden)
30. Schweiz (Switzerland Tourism)
31. Slovakien (SACR)
32. Slovenien (Slovenska turistbyrån)
33. Spanien (Turespaña)
34. Tjeckien (Czech Tourism)
35. Turkiet (Ministry of Cultural Tourism)
36. Tyskland (German National Tourist Board)
37. Ungern (Ungerska turism)